# Bataille d'Ancyre
Guerre entre Séleucos II et Antiochos Hiérax
La bataille d'Ancyre se déroule vers 240-239 av. J.-C entre le roi séleucide Séleucos II et son frère Antiochos Hiérax près de l'actuelle Ankara en Turquie. Elle est remportée par Antiochos Hiérax qui parvient à conserver la gouvernance des provinces anatoliennes.

## Contexte historique
Vers 241 av. J.-C., Antiochos Hiérax, corégent de Séleucos II, tente de faire sécession et de récupérer définitivement l'Anatolie au moment où son frère est occupé par la troisième guerre de Syrie. Antiochos Hiérax s'allie avec Mithridate II du Pont et Ariarathe III de Cappadoce. Il s'appuie par ailleurs sur un fort contingent de mercenaires Galates, dont des Tolistobogiens et des Tectosages.
Les opérations de cette guerre fratricide sont mal connues. Ayant pu reconstituer une armée après le traité de paix conclu avec Ptolémée III, Séleucos mène campagne en Anatolie. Il remporte une première victoire en Lydie mais il ne parvient pas à prendre Sardes. Puis il lance une offensive, probablement pour empêcher Antiochos Hiérax de faire sa jonction avec ses alliés de Cappadoce et du Pont. Durant cette campagne Séleucos subit une défaite écrasante à Ancyre face à Antiochos Hiérax, aidé par les forces de Mithridate II et un large contingent de Galates. Il doit alors se retirer en Cilicie, abandonnant l'Anatolie à son frère.

## Sources antiques
- Justin, Abrégé des Histoires philippiques de Trogue Pompée [détail des éditions] [lire en ligne], XXVII, 2, 6-11.